# Jałówka (gmina)
Jałówka – dawna gmina wiejska istniejąca do 1939 roku w woj. białostockim. Siedzibą gminy była Jałówka.
W okresie międzywojennym gmina Jałówka należała do powiatu wołkowyskiego w woj. białostockim.
30 grudnia 1922 roku część obszaru gminy Jałówka przyłączono do gminy Tarnopol:
- gromadę Bołtryki – wsie Bołtryki i Rudnia,
- gromadę Bondary – wsie Bondary, Garbary i Rybaki,
- gromadę Tanica – wsie Bagniuki, Tanica Dolna i Tanica Górna[3].

16 października 1933 gminę Jałówka podzielono na 22 gromady: Bachury, Budy, Ciesówka, Ciwoniuki, Dreczany, Jałówka, Juszkowy Gród, Kituryki, Kondratki, Kuchmy, Leonowicze, Łuplanka, Niezbodzicze, Nowosady, Podozierany, Rakowszczyzna, Straszewo, Szymki, Wiejki, Wierobie, Zaleszany i Zareczany.
Gmina Jałówka położona była w charakterystycznym zachodnim "ogonie" powiatu wołkowyskiego. Położenie to sprawiło, że większość jej obszaru (18 gromad z siedzibą łącznie), a także cała  gmina Tarnopol oraz osada Rękaw z gminy Świsłocz, po wojnie pozostało przy Polsce, podczas gdy pozostałe gminy powiatu wołkowyskiego weszły w struktury administracyjne Związku Radzieckiego. Do ZSRR z gminy Jałówka odpadły tylko cztery gromady (Dreczany, Niezbodzicze, Rakowszczyzna i Zareczany), a obecnie znajdują się one na Białorusi. Mimo to, nie zdecydowano się na odtworzenie gminy Jałówka w 1944 roku, a jej (pozostały przy Polsce) obszar włączono głównie do gminy Michałowo oraz wyjątkowo do gminy Gródek (tylko jedną gromadę, Kituryki) w powiecie białostockim.